# Haplochromis maculipinna
Haplochromis maculipinna là một loài cá thuộc họ Cichlidae. Nó là loài đặc hữu của Kenya. Các môi trường sống tự nhiên của chúng là sông và hồ nước ngọt.